# Poliklonsko protitelo
Protitelesa ali imunoglobini (Ig) so proteini, ki predstavljajo osnovno obrambno sredstvo humoralnega imunskega odziva. Najdemo jih v krvi, tkivnih tekočinah in telesnih izločkih, kjer specifično prepoznavajo in odstranjujejo antigene. Delimo jih v pet razredov: IgG, IgM, IgA, IgD in IgE. Sestavljena so iz štirih polipeptidov, dveh lahkih in dveh težkih verig, povezanih z disulfidnimi vezmi v obliki črke Y. Variabilna regija je lahko sestavljena iz 110 do 130 različnih aminokislin in tako določa specifičnost protitelesa za antigen. Antigenska determinanta ali epitop je določeno mesto na antigenu, ki ga protitelesa specifično prepoznajo. Vsak limfocit je zmožen izdelovati le eno vrsto protiteles in vsako prepoznava le eno antigensko determinanto. Taka protitelesa imenujemo monoklonska protitelesa (pridobljena iz ene celične linije). Z imunizacijo živali pa lahko dobimo poliklonski antiserum. Protitelesa nastala proti enemu antigenu, s katerim smo imunizirali žival, so produkti različnih limfocitov B in posledično reagirajo z različnimi epitopi tega antigena. Protitelesa se razlikujejo po specifičnosti, titru in afiniteti vezave na epitop. Pri uporabi poliklonskih protiteles lahko nastanejo številne težave (na primer nastanek navzkrižnih reakcij), zato se v raziskavah pogosteje uporabljajo monoklonska protitelesa (11).

## Produkcija
Poliklonska protitelesa so običajno pripravljena z imunizacijo ustreznega sesalca kot so na primer miši, zajci ali koze. Zaželena je uporaba večjih sesalcev, saj lahko iz ene živali pridobimo večjo količino seruma. Določen antigen, ki je injiciran v žival, povzroči, da limfociti B proizvedejo IgG imunoglobuline, specifične za ta antigen. Le-te nato izoliramo iz živalskega seruma.  
Obstaja več različnih metod za pripravo poliklonskih protitles. Zakonske smernice glede uporabe živali in načina dela z njimi, večinoma zajemajo etična načela humanega ravnanja in primerno uporabo adjuvanta. To vključuje izbiro adjuvanta, način in lokacijo administracije, količino adjuvantana določenem mestu in število mest za injiciranje. Določena je tudi največja dovoljena količina odvzete krvi ter varnostne zahteve tako za poskusne živali kot za osebje. 
Primarni cilj priprave protiteles v laboratorijskih živalih je doseči antiserum z visokim titrom in visoko afiniteto za uporabo v eksperimentalnih in diagnostičnih testih. Adjuvanti se uporabljajo za izboljšanje ali povečanje imunskega odziva na antigene. Nekateri vsebujejo surfaktante in imunostimulatorne molekule oziroma imajo sami take lastnosti. Večina adjuvantov tudi omogoča skladiščenje antigena na mestu injiciranja, od koder se antigen počasi sprošča.
Adjuvant po navadi uporabimo s topnim proteinskim antigenom, ki je sicer slabo imunogen. Večina kompleksnih proteinskih antigenov sproži odziv različnih klonov B-celic, medtem ko je odziv na neproteinske antigene šibek in ne zagotavlja spomina (10).

### Izbira živali
Za pripravo poliklonskih protiteles se najpogosteje uporabljajo zajci, lahko pa se uporabljajo tudi piščanci, koze, morski prašički, hrčki, konji, podgane in ovce. Izbira živali temelji na:
- količini protiteles, ki jo potrebujemo,
- sorodstvenem razmerju med donorjem antigena in proizvajalcem protiteles (večja filogenetska oddaljenost po navadi zagotovi večji imunski odziv) in
- zahtevane lastnosti pripravljenih protiteles (npr. razred, podrazred).

Imunizacija in puščanje krvi sta povezana s stresom. Uporabljamo živali brez patogenih organizmov (angl. specific pathogen free animal ali SPF), kar močno zmanjša bolehnost in smrtnost zaradi patogenih organizmov, kakršen je pri zajcih bakterija Pasteurella multocida.
Koze in konje uporabimo, kadar so potrebne večje količine antiseruma. Mnogi raziskovalci uporabljajo piščance zaradi njihove filogenetske oddaljenosti s sesalci. 
Pri piščancih se visoke Piščanci proizvedejo veliko količine protiteles IgY (IgG) prenesejo v jajčni rumenjak in za izolacijo protiteles ni potrebno puščanje krvi. Jajca, stara en teden, lahko  vsebujejo tudi do 10 krat več protiteles kot jih je v volumnu zajčje krvi, pridobljenim z enim puščanjem tedensko. Obstajajo tudi negativne strani uporabe piščančjih protiteles v imunskih testih. Piščančji IgY ne ustreza sesalčevim komplementni komponenti C1 in ne delujejo kot precipitacijska protitelesa v standardnih raztopinah.
Miši so bolj pogoste uporabljene za proizvodnjo monoklonskih protiteles, saj zaradi njihove majhnosti navadno ne pridobimo zadostne količine poliklonskih protiteles. Poliklonska protitelesa v miših so lahko zbrana iz vodenic, katerih nastanek sprožimo s številnimi znanimi metodami.
Pri zajcih za imunizacijo uporabimo mlade odrasle živali, težke od 2,5 do 3,0 kg. Imunski odziv namreč doseže vrh v puberteti in se z leti zmanjšuje. Močnejši odziv imajo samice zajcev in so zato primernejše. 
Za imunizacijo z določenim antigenom uporabimo najmanj dve živali, kadar uporabljamo  nesorodne živali. S tem zmanjšamo možnost, da ne bi prišlo do odziva na antigene individualne živali (10).

### Priprava antigena
Na kvaliteto in količino proizvedenih protiteles vplivajo velikost, stopnja agregacije in splošne značilnosti proteinskega antigena. Majhni polipeptidi in neproteinski antigeni morajo biti običajno vezani na večje imunogene transportne proteine, ki povišajo imunogenost in nudijo več epitopov celicam T. Večji kot so imunogeni proteini, bolje delujejo, saj običajno tudi v manjših količinah spodbudijo zadovoljiv imunski odziv (10).  

### Količina antigena
Količina antigena za imunizacijo je odvisna od lastnosti antigena in izbire adjuvanta. Za sprožitev nastanka višjega titra protiteles je po navadi potreben mikrogram do miligram proteina v adjuvantu. Običajne količine proteinskih antigenov za imobilizacijo živali so:
- zajci 50–1000 µg;
- miši 10–200 µg;
- morski prašički 50–500 µg;
- koze 250–5000 (10);

### Reaktivnost
Znano je, da protitelesa proti nativnim proteinom bolje reagirajo z nativnimi proteini in protitelesa proti denaturiranim proteinom z denaturiranimi proteini (10). 

### Aseptičnost
Za pripravo antigenov moramo vedno uporabiti tehnike, ki preprečujejo kontaminacijo z mikrobiološkimi organizmi. Večino proteinskih antigenov lahko steriliziramo s filtriranjem (0,22 μm filter) (10). 

## Poliklonski antiserum

### Antiserum
Antiserum je imunski serum, ki vsebuje protitelesa, specifična za posamezen antigen ali antigene.

### Poliklonski antiserum
Poliklonski antiserum je antiserum, ki vsebuje veliko različnih protiteles proti danemu antigenu. Vsako protitelo je specifično za eno od determinant in ga proizvede en klon limfocitov B.

### Referenčni antiserum
Referenčni antiserum je bil narejen v piščancih proti 15 podtipom hemaglutinina (HA) gripe z uporabo DNA cepiva, da bi naredili visoko kakovostni poliklonski serum proti proteinu HA brez protiteles proti ostalim virusnim proteinom influence. Dobljeni antiserum so uspešno uporabili pri testu inhibicije hemaglutinina, ki je standardna metoda klasifikacije podtipov HA virusa gripe. Specifičnost HA antiseruma so pokazali z analiznima metodama prenos Western in imunski odtis. DNA cepivo nudi varnejšo alternativo za proizvodnjo HA specifičnih protiteles, ker je narejeno brez uporabe živega virusa.

### Uporaba
Velik del moderne biologije in biokemije je odvisen od razpoložljivosti visoko specifičnih protiteles za uporabo v zelo razširjenih tehnikah kot so imunohistokemija, ELISA test (encimsko imunski test), imunoprecipitacija in imunski odtis. Tako je proizvodnja velikih količin specifičnih protiteles, usmerjenih proti določenim proteinom in peptidom, ključnega pomena za uspeh tako bazičnih kot aplikativnih raziskav. Poleg tega je razširjena uporaba protiteles v proteomiki za določevanje izražanja proteinov in njihovih posttranslacijskih modifikacij še dodatno zvečala pomen hitre in enostavne izdelave specifičnih protiteles. Poliklonska protitelesa, ki jih pridobimo z imunizacijo živali s prečiščenimi proteini in peptidi, so še posebej dragocena za uporabo v laboratorijih.
Čeprav je razvoj tehnik za proizvodnjo monoklonskih protiteles temeljito spremenil specifičnost, homogenost in količino protiteles, vseeno obstajajo številni primeri, v katerih so poliklonska protitelesa bolj zaželena od monoklonskih. Proizvodnja poliklonskega antiseruma vzame manj časa in napora kot proizvodnja monoklonskih protiteles, ter zahteva relativno enostavno in dostopno opremo. S to proizvodnjo lahko pripravimo reagente, ki se uporabljajo za imunoprecipitacijo, imunski odtis in ELISA test.

## Komercialni adjuvanti

### Seznam adjuvantov
- popolni Freundov adjuvant (CFA)
- TiterMax
- Ribi Adjuvant sistem (RAS)
- Montamide ISA50
- Montamide ISA70
- Specol
- Adjuvax
- Alhydrogel
- Lipovant 6

### Seznam manj škodljivih adjuvantov
- raztopine aluminijevih soli
- nepopolni Freundov adjuvant (FIA) 6

V cepivih se zahtevajo optimalni adjuvanti, ki vključujejo imunopotenciatorje in dostavne sisteme, da lahko zagotovijo dolgotrajno zaščito pred nalezljivimi boleznimi pri človeku in živalih. 7 Vrsta adjuvanta in njegova vloga je ključna komponenta doseganja sprejemljivega imunskega odgovora in humoralne imunosti (tvorbe protiteles). 8
Adjuvanti vplivajo na izotip in na avidnost protiteles ter na značilnosti celične imunosti. Oljne emulzije, lipopolisaharidi, polimeri, saponini, liposomi, citokini, imunostimulirajoči kompleksi (ISCOM), FCA, FIA, alum (hidratiran aluminijev kalijev sulfat) ter bakterijski toksini so pogosti adjuvanti, ki so predmet številnih raziskav. 7 Čeprav se noben adjuvant ni izkazal za boljšega od FCA na področju eksperimentalne proizvodnje protiteles proti širokemu razponu molekul antigenov, so številni sposobni doseganja odličnih imunskih odgovorov z manjšimi vnetji ter z manj uničevanja tkiva kot FCA. 8
Najbolj pogosto se za proizvodnjo protiteles uporabljajo naslednji adjuvanti:
- Freundov adjuvant
- Ribi Adjuvant sistem
- TiterMax

### Popolni Freundov adjuvant
Popolni Freundov adjuvant (angl. Freund's Complete Adjuvant ali FCA) je emulzija tipa voda v olju, sestavljena iz mineralnega olja, manidnega monooleata (surfaktant) in toplotno obdelane bakterije ali komponente bakterije Mycobacterium tuberculosis. FCA je močan adjuvant, ki spodbudi tako humoralno kot celično imunost. Zaradi njegove toksičnosti so njegovo uporabo omejili na laboratorijske živali. Do toksičnosti pride, ker se mineralna olja ne morejo metabolizirati in ker lahko elementi mikobakterij povzročijo hude granulomatozne reakcije. 9

### Nepopolni Freundov adjuvant
Nepopolni Freundov adjuvant (angl. Freund's Inomplete Adjuvant ali FIA) je enak kot FCA, le da ne vsebuje mrtvih mikobakterijskih celic oz. celičnih komponent. Tako kot FCA vsebuje tudi FIA antigen v vodni fazi emulzije. FIA je manj učinkovit za doseganje visokih protiteles in za izboljšanje celične imunosti kot FCA. Kljub temu je dokaj učinkovit adjuvant in veliko manj toksičen kot FCA. 9

### Ribi adjuvantni sistem (RAS)
Za razliko od Freundovih adjuvantov so Ribi adjuvanti emulzije olje v vodi, v katerih je antigen porazdeljen v minimalnem volumnu olja. Kapljice olja so emulgirane v slani raztopini, ki vsebuje surfaktant Tween 80. Čeprav so emulzije tipa olje v vodi manj viskozne od emulzij voda v olju in se zato lažje injicirajo, so brez dodatkov precej šibak adjuvant. Zato jim za izboljšanje imunogenosti dodajamo imunostimulatorje. RAS je po navadi šibkejši od FCA, a obenem manj toksičen in ima zadovoljivo adjuvantno aktivnost za številne namene. 9

### TiterMax
V tem adjuvantu se kot imunomodulator uporablja kopolimer CRL - 8941. Ta vrsta kopolimerov spada v posebno skupino surfaktantov. Sestavljeni so iz lineranih skladov  ali verig hidrofobnega polioksipropilena (POP) in hidrofilnega polioksietilena (POE) v različnih razmerjih. TiterMax tvori mikroemulzijo tipa voda v olju s CRL - 8941 in skvalenom (olje, ki se lahko metabolizira). CRL – 8941 je obložen s silikatnimi delci, kar dodatno stabilizira emulzijo. Stabilnost je ključnega pomena zato, ker so zaradi nje v emulziji lahko dodane številne vrste antigenov brez uporabe velikih količin toksičnih emulgatorjev. Adjuvant tako ne vsebuje nobenih sladkorjev, maščobnih kislin ali drugih snovi biološkega izvora. Ena od osnovnih bioloških aktivnosti adjuvanta je ta, da je kopolimer sposoben skoncentrirati več antigena na svoji površini, kot bi to dosegli s podobno koncentracijo antigena v raztopini. Poleg tega z uporabo kopolimerov v adjuvantu dosežemo povečano delovanje molekul glavnega histokompatibilnostnega kompleksa (MHC II) na makrofage, kar izboljša predstavljanje antigena T celicam. S TiterMax po navadi dosežemo enako visoke ali višje titre protiteles kot s FCA pri manjši toksičnosti. 9